# Grönland (voilier)
Le Grönland est le plus vieux voilier d’Allemagne qui navigue encore aujourd’hui. Construit en Norvège en 1867, il fut en 1868 le navire de la première expédition polaire nord-allemande (de). Il appartient maintenant à la flotte du Musée maritime allemand à Bremerhaven.

## Historique
Il a été construit en 1867 par Toleff Toleffsen à Skånevik, en Norvège, pour la pêche côtière. Il appartient au type « chasse nordique » , qui a été construit en grand nombre jusque vers 1900. L'étrave a été spécialement renforcée pour la navigation dans la banquise.

### Expédition arctique
En 1868, le capitaine Carl Koldewey acheta le navire pour la première expédition polaire du nord de l'Allemagne et le baptisa Grönland. Le 24 mai 1868, il a appareillé de Bergen, en Norvège. Le trajet de l'expédition a mené le navire et son équipage à 81° 4' 30" Nord. 
C’était, à ce moment-là, le point le plus septentrional atteint par la navigation et est encore aujourd’hui le plus septentrional atteint par voilier sans moteur auxiliaire. Pour la deuxième expédition allemande dans l'Arctique, en 1869, le Grönland fut considéré comme trop petit et fut revendu à la Norvège en 1871.

### 1871 à 1970
Entre 1871 et 1970, le voilier devint un bateau de pêche côtier, puis chasseur de phoques et bateau de plaisance avec divers propriétaires en Norvège. En 1917, il fut transformé en bateau à moteur.

### Navire musée
Dans les années 1970, le Norvégien Björn Hansen prévoyait d'inclure le Grönland dans son musée de la navigation privée en raison de son importance dans la recherche polaire. Toutefois, à la découverte du passage du Nord-Ouest en 1906, le Grönland a heurté le navire d’expédition Gjøa de Roald Amundsen.
Entre 1970 et 1973, il a été reconstruit par son propriétaire Egil Björn-Hansen en tant que navire musée puis acquis par le Deutsches Schiffahrtsmuseum. À l'automne de 1972, Gert Schlechtriem succéda à la direction du musée maritime allemand pour négocier un accord d'achat avec Egil-Björn-Hansen d'Oslo. Le contrat d'achat a été scellé le 26 janvier 1973 à Bremerhaven. Le prix d'achat était de 120 000 DM.

### Restauration
Entre-temps, le bateau fut remorqué de Kiel à Heiligenhafen jusqu'au chantier naval Sakuth, où, dans les mois suivant, la coque fut prête pour le transfert à Bremerhaven. Les ouvriers du Howaldtswerke-Deutsche Werft à Kiel ont travaillé sur le gréement.
La marine allemande a fait don de voiles inutiles du Gorch Fock II. La nouvelle grand-voile provient de la donation d'un marchand de Bremerhaven. L'intégralité des travaux intérieurs et la production complète du gréement ont eu lieu ultérieurement à Bremerhaven.
Du 7 au 9 septembre 1973, le transfert du Grönland a eu lieu à la suite du bateau de sauvetage Theodor Heuss du Deutsche Gesellschaft zur Rettung Schiffbrüchiger à Elsfleth. Le 14 septembre 1973, l'accueil officiel par la navigation à voile de l'estuaire de la Weser à Bremerhaven a finalement eu lieu.

### Localisation actuelle
Aujourd'hui, le Grönland fait partie de la flotte du musée maritime allemand à Bremerhaven. En 2005, il a été réhabilité et restauré pendant plus d'un an sur le chantier naval Bültjer Bootswerft. Le navire correspond, à l'exception de quelques ajustements aux normes de sécurité modernes, à la construction et aux équipements de l'année 1868.
Le Groenland est l’un des plus anciens navires allemands encore à la voile. En tant que navire traditionnel du musée maritime allemand à Bremerhaven, il n’est pas seulement un monument flottant, mais son exploitation sert également à la préservation et à la recherche des compétences et des connaissances traditionnelles des marins. C'est le seul navire musée actif du musée maritime allemand. Un équipage  bénévole prend soin du précieux navire.

## Galerie

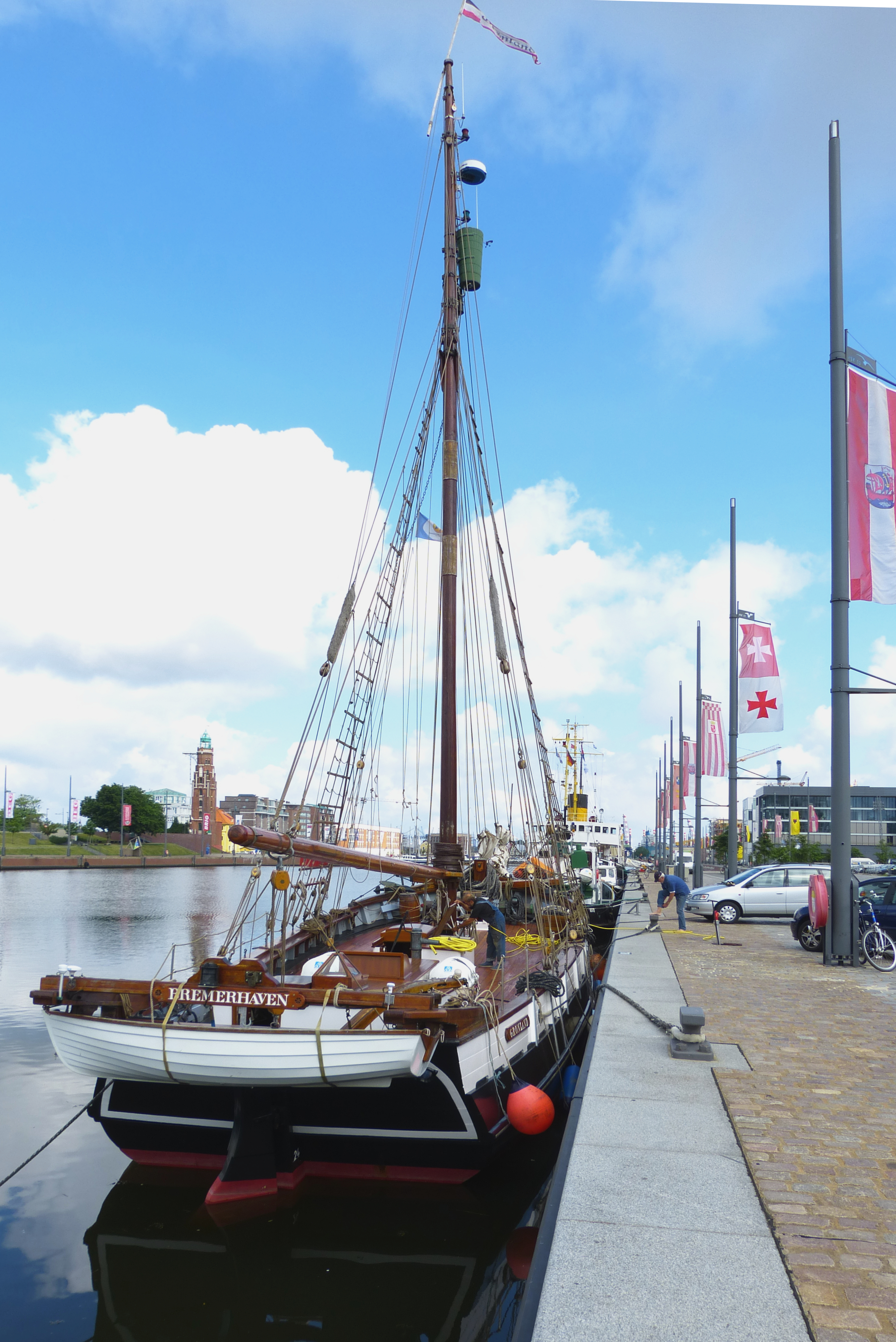
Grönland à Bremerhaven
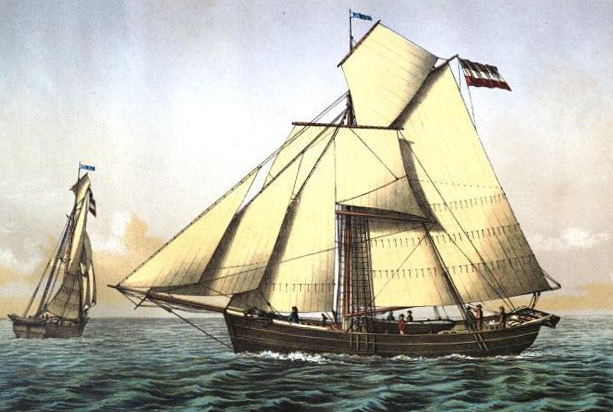
Grönland (peinture de 1869)

### Note et référence
- (de) Cet article est partiellement ou en totalité issu de l’article de Wikipédia en allemand intitulé « Grönland (Schiff) » (voir la liste des auteurs).